# Stranded
Stranded er en amerikansk stumfilm fra 1916 af Lloyd Ingraham.

## Medvirkende
- DeWolf Hopper Sr. som H. Ulysses Watts.
- Carl Stockdale som Stoner.
- Frank Bennett.
- Loyola O'Connor.
- Bessie Love.